# Głos Demokratyczny
Głos Demokratyczny – polski tygodnik ukazujący się w Toruniu w latach 1945–1946, organ Stronnictwa Demokratycznego. 

## Historia
Pierwszy numer pisma ukazał się 31 marca 1946. Gazeta była wydawana ze środków Stronnictwa Demokratycznego oraz jego sympatyków z regionu ówczesnego województwa pomorskiego (Bydgoszcz–Toruń–Włocławek). Na łamach tygodnika publikowane były informacje z kraju i ze świata, znaczna ich część poświęcona była działalności Stronnictwa Demokratycznego w kraju i regionie oraz sprawom ziem zachodnich. Pismo aktywnie włączyło się w kampanię referendalną (1946) oraz wyborczą do Sejmu Ustawodawczego (1947), będąc tubą propagandową SD. Na jego łamach publikowali m.in. Eugenia Krassowska, Wincenty Rzymowski i Leon Chajn. 
Wydawanie gazety zostało zawieszone na początku 1947 z powodów finansowych. Ostatni numer tygodnika ukazał się 8 kwietnia 1947 (nr. 14–15/54–55).